# Светозар Милосављевић
Светозар Милосављевић (Крагујевац, 19/31. октобар 1845 — Београд, 18. фебруар 1921) био је српски политичар.
Обављао је функције министра просвете, привреде и унутрашњих послова. У политичком деловању је остао упамћен као доследан у спровођењу закона.
Као министар унутрашњих дела Милосављевић издао распис којим је известио народ да Главни Одбор српског друштва Црвеног крста оснива одборе и пододборе у 284 места, од којих су 17 окружна, а 53 среска места.